# Wohn- und Wirtschaftsgebäude Voßhall 2

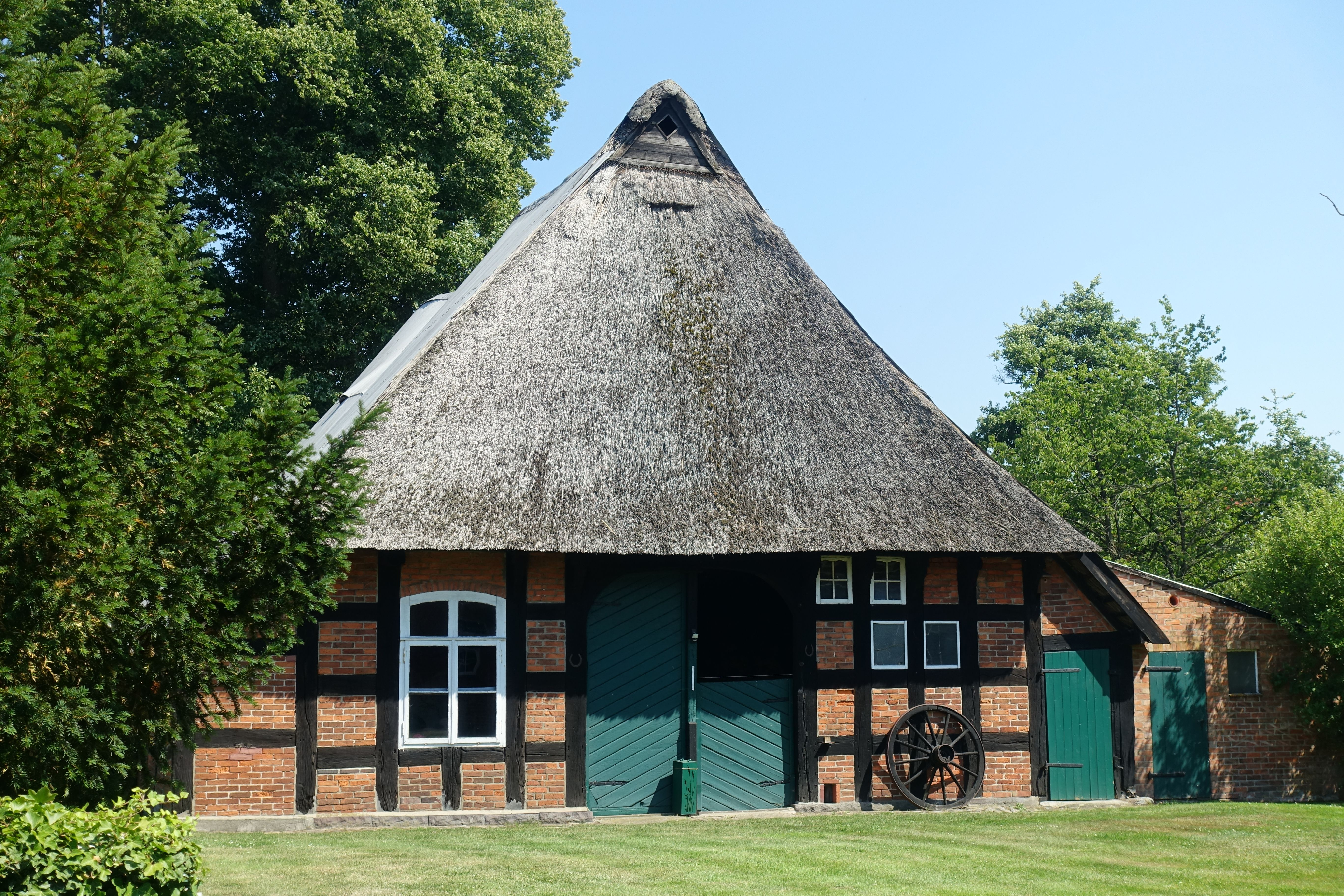
Westfassade (2022)

Das Wohn- und Wirtschaftsgebäude Voßhall 2, Ecke Damm in der niedersächsischen Gemeinde Schwanewede, Ortslage Voßhall, stammt vom Ende des 18. Jahrhunderts. Aktuell (2025) wird es zum Wohnen genutzt.
Das Gebäude steht unter Denkmalschutz (siehe auch Liste der Baudenkmale in Schwanewede).

## Beschreibung
Das eingeschossige traufständige Zweiständer-Hallenhaus in Fachwerk mit Steinausfachungen, mit reetgedecktem Krüppelwalmdach, mit Uhlenloch und Grooter Door mit Korbbogen wurde 1790 (Inschrift) gebaut.
Das Landesdenkmalamt befand u. a.: „… regionstypisches Hallenhaus des 18. Jahrhunderts …“